# Konstpaus
Konstpaus - samtliga inspelningar från 90-talet och lite till... är ett samlingsalbum av den svenska popgruppen Gyllene Tider, utgivet den 17 juli 2000.

## Låtlista
1. "Småstad" - 3:33
2. "Gå & fiska!" - 3:58
3. "Det är över nu" - 3:47
4. "Kung av sand" - 4:39
5. "Juni, juli, augusti" - 3:54
6. "Jo-Anna farväl" - 2:09
7. "Om hon visste vad hon ville" - 3:26
8. "Vandrande man" - 3:14
9. "Det är blommor som har fångat dig" - 4:52
10. "Faller ner på knä" - 3:39
11. "Ny pojkvän" - 2:03
12. "Oh Yeah Oh Yeah (Oh Oh)" - 2:22
13. "Harplinge" - 3:46
14. "Ingen går i ringen" - 2:29
15. "Solens vän" - 4:04

## Listplaceringar
| Lista (2000) | Topplacering                |
| ------------ | --------------------------- |
| Sverige      | Sverige (Sverigetopplistan) |